# Grytgölen, Östergötland
Grytgölen är en sjö i Finspångs kommun i Östergötland och ingår i Motala ströms huvudavrinningsområde. Sjön har en area på 0,116 kvadratkilometer och ligger 66,5 meter över havet.

## Delavrinningsområde
Grytgölen ingår i det delavrinningsområde (651950-148624) som SMHI kallar för Ovan 651816-148723. Medelhöjden är 80 meter över havet och ytan är 11,16 kvadratkilometer. Räknas de 15 avrinningsområdena uppströms in blir den ackumulerade arean 303,93 kvadratkilometer. Emmaån (Boverkeån) som avvattnar avrinningsområdet har biflödesordning 3, vilket innebär att vattnet flödar genom totalt 3 vattendrag innan det når havet efter 56 kilometer. Avrinningsområdet består mestadels av skog (63 procent) och jordbruk (17 procent). Avrinningsområdet har 0,11 kvadratkilometer vattenytor vilket ger det en sjöprocent på 0,9 procent. Bebyggelsen i området täcker en yta av 0,76 kvadratkilometer eller 7 procent av avrinningsområdet.